# Metallwerke Neuengamme

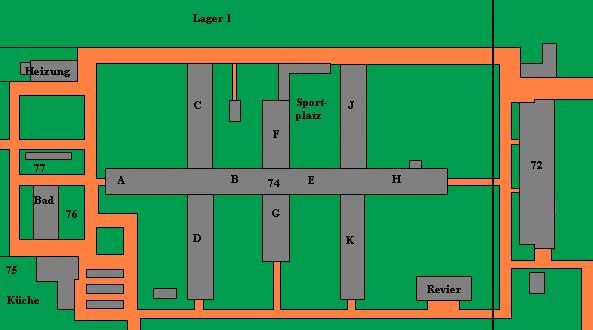
Übersichtskarte 1945

Als Walther-Werke werden die während des Zweiten Weltkrieges im deutschen KZ Neuengamme in Hamburg-Neuengamme errichteten Metallwerke Neuengamme, ein Unternehmen der Carl Walther-Waffenfabrik, bezeichnet. Die Carl Walther-Waffenfabrik aus Zella-Mehlis ließ hier Pistolen und Gewehre herstellen. Die hier beschäftigten Zwangsarbeiter waren Häftlinge des Konzentrationslagers.

## Deutsche Ausrüstungswerke

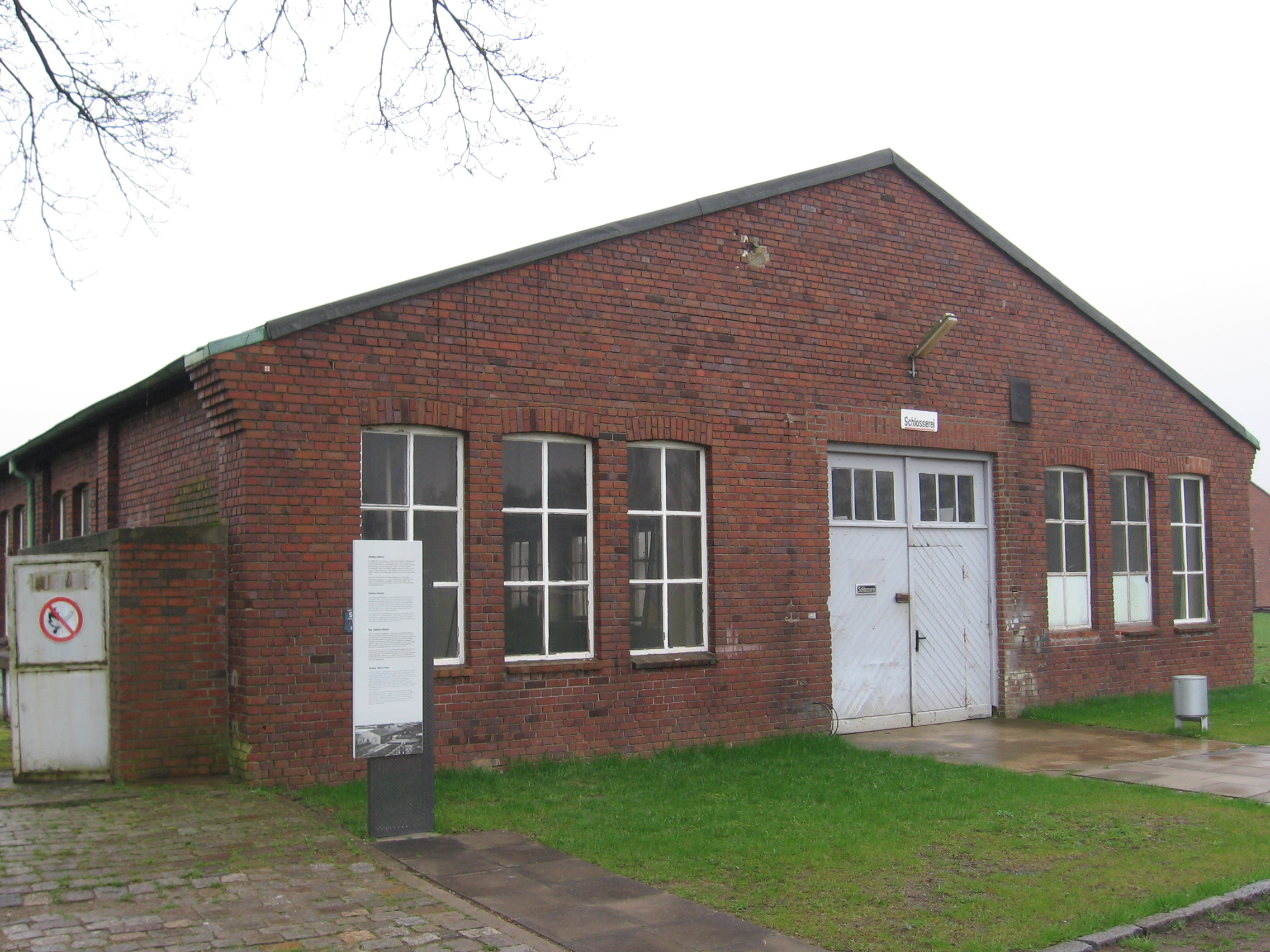
Schlosserei des Walther Werks

Auf demselben Gelände befanden sich die Werkstätten der Deutschen Ausrüstungswerke, eines SS-Unternehmens, das in den Konzentrationslagern die Häftlinge ausbeutete.
Die DAW-Werkstätten in Neuengamme wurden 1943 eingerichtet. Von den Baracken ist nichts mehr erhalten. Im Bereich der Schreinerei, Schlosserei und Schmiede arbeiteten ca. 350 Häftlinge. Sie stellten Ausrüstungsgegenstände für SS-Truppen her und lieferten anderen Rüstungsbetrieben zu.
Das Werk verfügte über einen eigenen Bahnanschluss.

### Flechtkommando
Im Flechtkommando waren ca. 1.000 „Muselmänner“, Alte, Schwache und Kranke zusammengefasst, die Tarnnetze, Matten u. a. aus Abfallstoffen flochten. Mit Schlägen wurden sie angetrieben, möglichst viel zu produzieren.

### Verarbeitung von Schuhen
Ein Kommando hatte die Aufgabe, die waggonweise herangeschafften Schuhe der in den Vernichtungslagern Ermordeten zu verwerten.
Als die Briten 1945 das Lager erreichten, glaubten sie daher zunächst, Neuengamme sei ein Vernichtungslager gewesen.

## Das Hammerwerk
1944/1945 errichteten die SS und Metallwerke Neuengamme auf dem Gelände der Walther-Werke das Hammerwerk. Das Hammerwerk mit Schmiede und Härterei wurde nie in Betrieb genommen.

## Nach 1945
Nach dem Krieg wurden Teile der Walther-Werke als Werkstätten der ortsansässigen Betriebe umfunktioniert. Bis auf das alte Heizkraftwerk wurden die restlichen nicht genutzten Gebäude abgerissen und die Einrichtungen entsorgt.

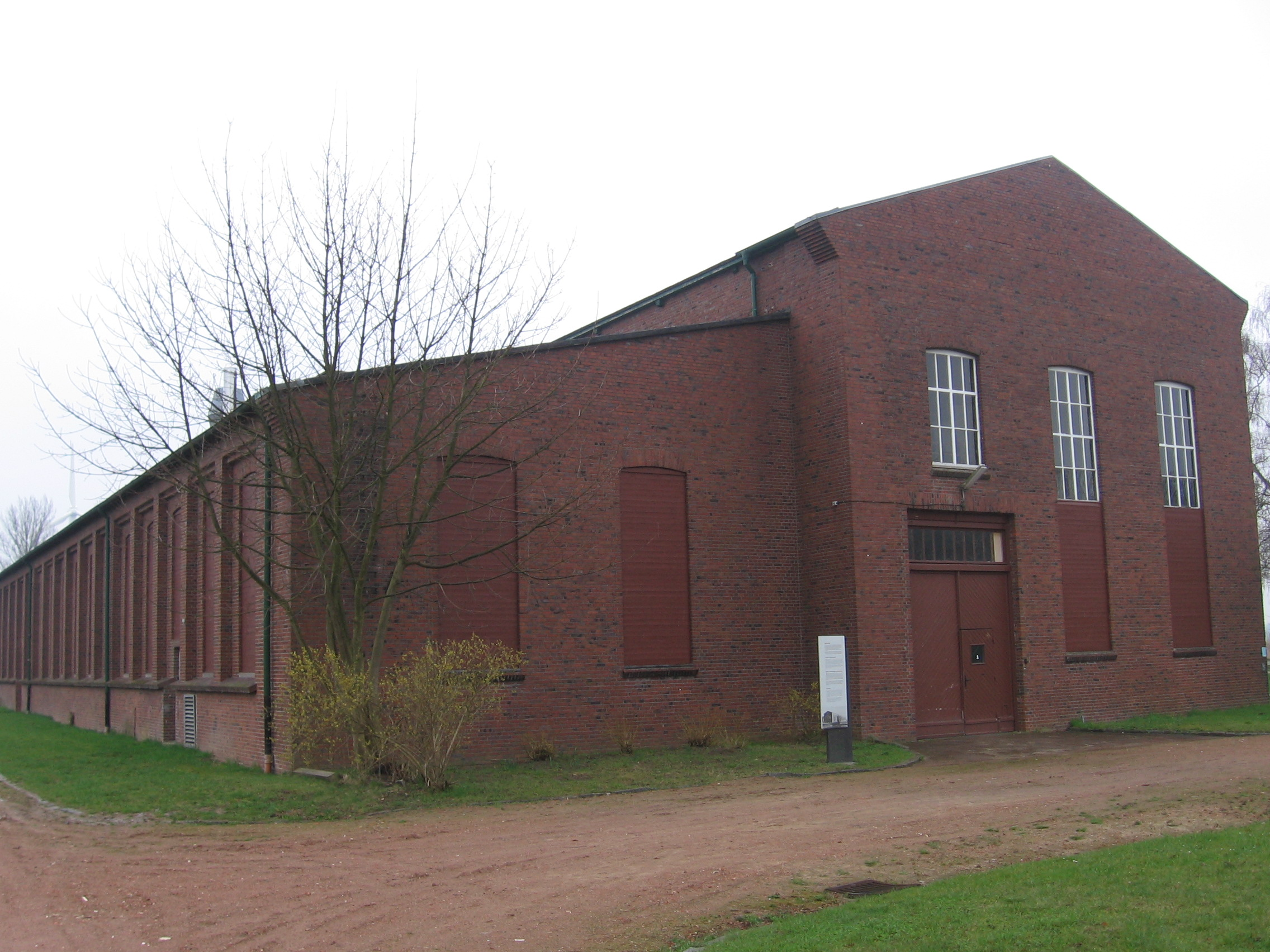
Hammerwerk im April 2006

Das Hammerwerk wurde von einem Hamburger Theater erworben und zur Einlagerung der Requisiten genutzt. Als das Gelände von der Stadt an die Gedenkstätte abgegeben wurde, einigte man sich darauf, dass eine weitere Nutzung unter der Bedingung der Instandhaltung möglich sei.

## Die "Walther-Werke" in der KZ-Gedenkstätte Neuengamme
1995 konnte in den Räumen der Walther-Werke eine Dauerausstellung zur Geschichte des KZ Neuengamme eingerichtet werden.
Nachdem 2006 die Ausstellung in die ehemaligen Gebäude des Stammlagers umzog, standen die Walther-Räumlichkeiten leer.
Im Sommer 2006 begannen die Arbeiten zu neuen Ausstellungen im Werk. Das ehemalige Museum beherbergt derzeit eine alte wiederaufgebaute Baracke, die vor einigen Jahren gefunden wurde. In einem Seitenarm des Werkes entsteht eine Ausstellung über Zwangsarbeit.